# 龍泉溪 (臺東縣)
龍泉溪為一條位於臺灣臺東縣的河川，龍泉溪另有「萬朝溪」的別稱。
該條河川發源於臺東縣海端鄉崙天山南側並流經池上鄉進入花蓮縣成為臺灣東部地區第一大河川秀姑巒溪的源頭。溪水在流經池上鄉時，部分溪水會藉由圳道溝渠流入池上鄉的大坡池之中。

## 其他資訊

### 主要橋樑
龍泉溪河道上，共有四座跨河橋樑。
- 文田橋（民國76年12月竣工）
- 萬朝橋（民國85年1月竣工）
- 大龍橋（民國81年11月竣工）
- 無名橋

### 瀑布
龍泉瀑布位於台東縣海端鄉廣原村龍泉部落，瀑布分上下兩瀑，落差逾200公尺。

### 水利發展
萬朝圳為一座位於臺灣臺東縣池上鄉的灌溉水圳系統，該水圳為花東縱谷臺東縣境內少數引水自秀姑巒溪水系的灌溉水圳，並且是池上鄉名產池上米灌溉區的重要水源。

## 災害事故

### 龍泉溪堰塞湖
龍泉溪堰塞湖最初形成原因於2006年（民國95年）7月15日下午4點時，由中華民國行政院農業委員會林務局關山事業區第3林班所管轄鄰近龍泉溪的山坡地開始發生小規模土石崩落之情況。隔天，7月16日清晨6時05分於台東成功地震站東北方6.2公里處測得芮氏規模4.6地震，因地震影響，龍泉溪崩塌處開始陸續發生多次大規模的土石崩塌，而導致河道遭土石淹沒，河水無處可去的狀況下，形成堰塞湖。
目前湖水已流放完畢，恢復成河流狀態。

### 溪水暴漲
2014年8月12日因山區大雨，導致龍泉溪溪水暴漲溪水淹過水路面，傳12名工人與農民受困彼端，警方及消防人員據報馳援，抵達現場後發現，過水路面寬10公尺、水深50公分，並已有6人自行涉水過溪，但為安全起見，立即起出拋繩槍架設繩索營救受困人員。

## 周遭景點
- 龍泉部落
- 大坡池
- 池上鄉
- 秀姑巒溪

## 資料來源
1. 1 2   (PDF).   [2015-02-17]. （原始内容存档 (PDF)于2015-02-18）.
2. ↑  .   [2015-02-17]. （原始内容存档于2015-12-23）.
3. ↑  .   [2015-02-17]. （原始内容存档于2016-03-04）.